# Jerry Scott
Pour les articles homonymes, voir Scott.
Jerry Scott (né le 2 mai 1955 à San Luis Obispo) est un auteur de bande dessinée américain spécialisé dans le comic strip. Successeur de Mark Lasky sur Nancy en 1983, il crée en 1990 Bébé Blues avec Rick Kirkman. Cette série connaît immédiatement le succès, tout comme Zits, que Scott écrit depuis 1997 pour le dessinateur Jim Borgman.

## Prix et récompenses
- 1999 : Prix de la National Cartoonists Society du comic strip pour Zits (avec Jim Borgman)
- 2000 : Prix de la NCS du comic strip pour Zits (avec Jim Borgman)
- 2000 :  Prix Max et Moritz du meilleur comic strip pour Zits (avec Jim Borgman)
- 2002 : Prix Reuben pour Zits et Bébé Blues
- 2002 :  Prix Adamson du meilleur auteur international pour l'ensemble de son œuvre
- 2010 : Prix de la NCS du comic strip pour Zits (avec Jim Borgman)